# Triple Corona (acreditación escuelas de negocios)

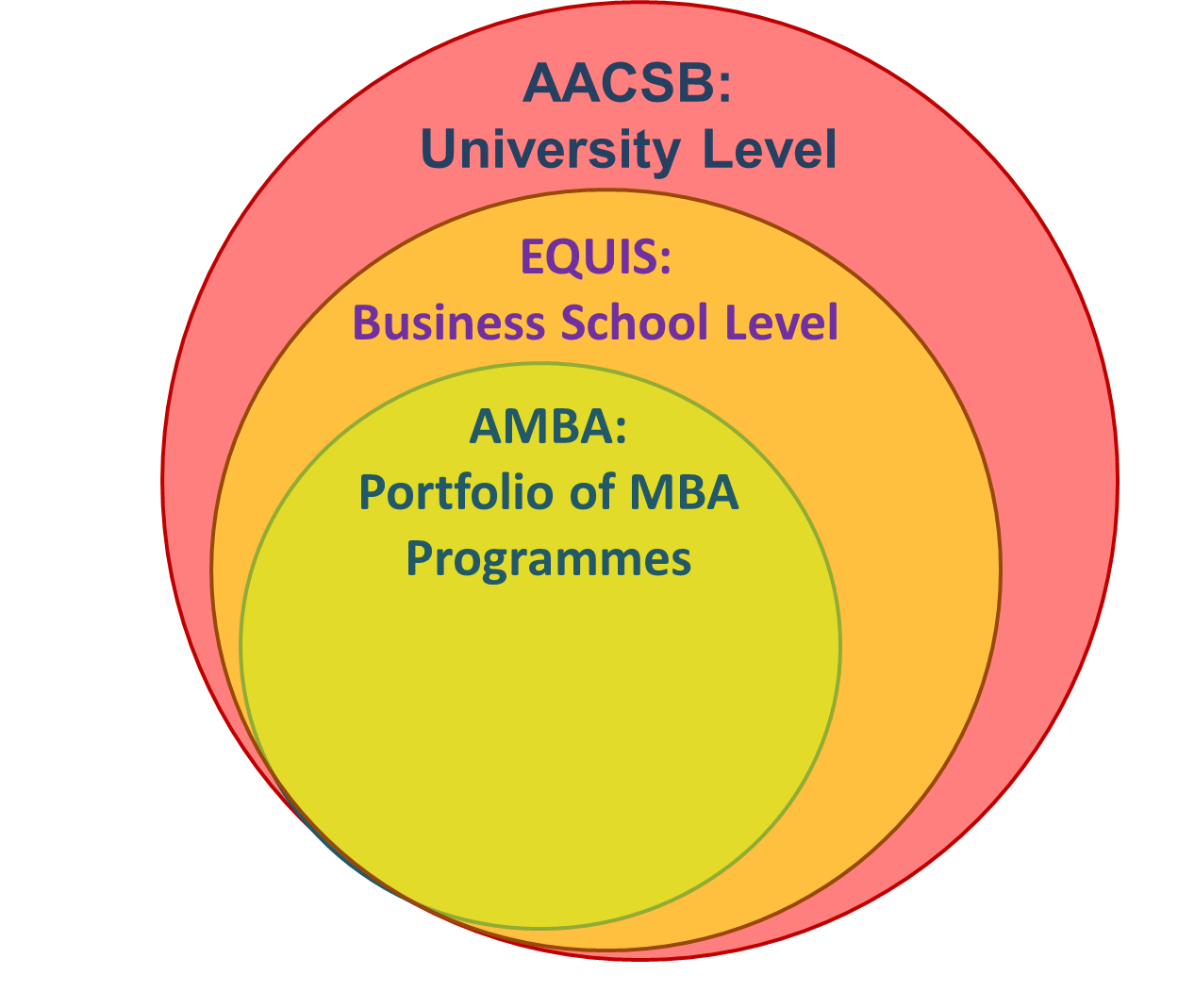
Alcance de acreditación institucional AACSB-EQUIS-AMBA.

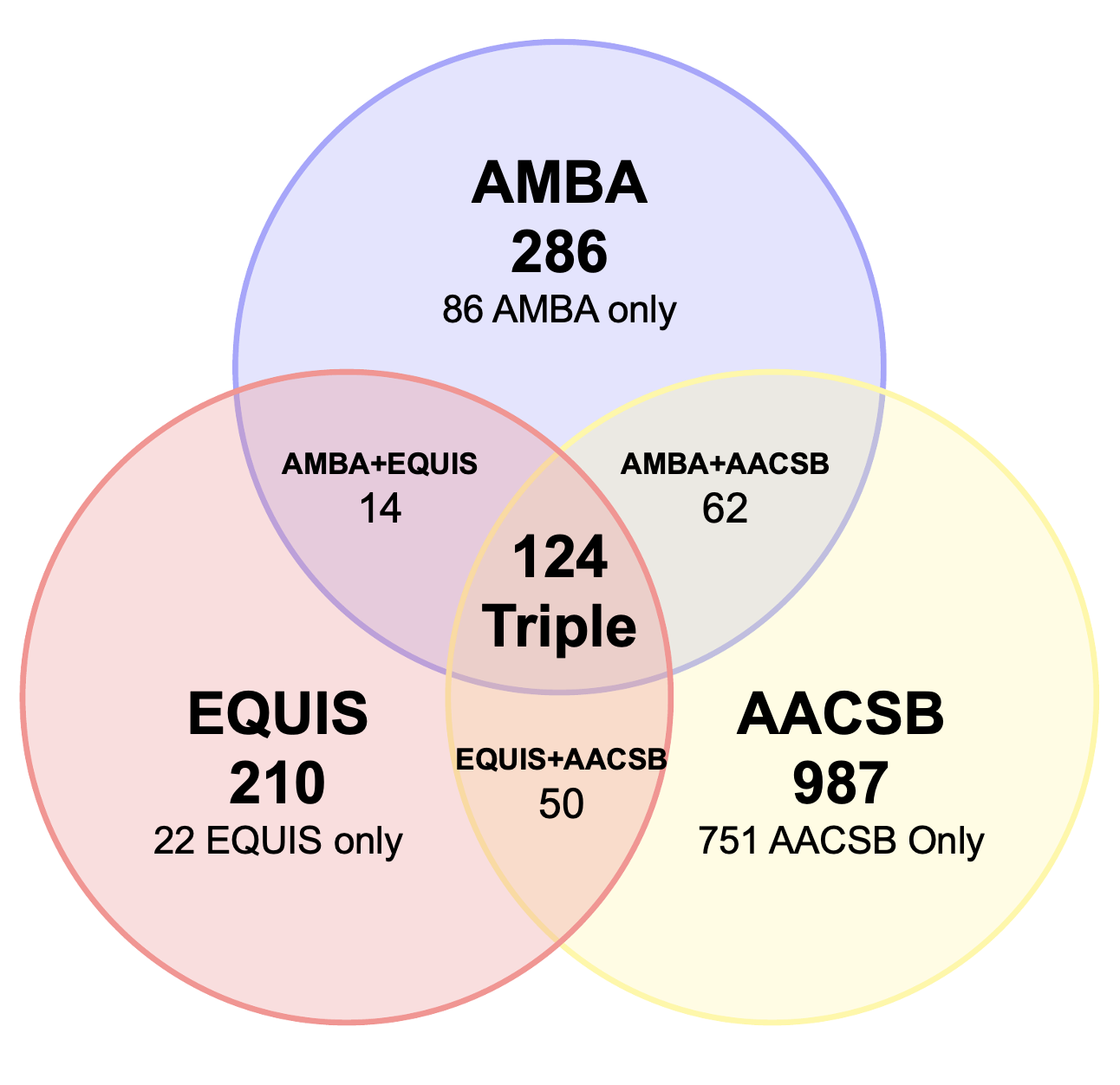
Número de escuelas de negocio acreditadas con la Triple Corona (AACSB-AMBA-EQUIS) en todo el mundo, a fecha de junio de 2023

El concepto Triple Corona es utilizado en el ámbito de la administración de empresas cuando una escuela de negocios es acreditada por las tres asociaciones internacionales de acreditación más influyentes: 
- Association to Advance Collegiate Schools of Business (AACSB) - en Florida
- Asociación de MBA (AMBA) - en Londres
- European Quality Improvement System (EQUIS) - en Bruselas

## Miembros
A fecha de 21 de junio de 2023 hay 124 escuelas con la Triple Corona en el mundo (junio de 2023). La gran mayoría situadas en Europa (70 instituciones), predominando en el Reino Unido y Francia. Por lo tanto solo alrededor del 1% de las 13670 escuelas de negocios del mundo han pasado exitosamente las pruebas de las tres asociaciones. Actualmente las siguientes escuelas de negocios son acreedoras de la Triple Corona:
- Universidad Adolfo Ibáñez, Santiago, Chile
- Aarhus BSS, Aarhus, Dinamarca
- Universidad de los Andes (Colombia), Bogotá, Colombia
- Aston Business School, Aston University, Birmingham, UK
- Ashridge Business School, Berkhamstead, Reino Unido
- Audencia Nantes, Nantes, Francia
- Brisbane Graduate School of Business, Queensland University of Technology, Brisbane, Australia.
- Cass Business School, City University London, London, Reino Unido
- CENTRUM Business School, Pontificia Universidad Católica del Perú, Lima, Perú
- Cranfield School of Management, Bedfordshire, Reino Unido
- Durham Business School, Durham University, Durham, Reino Unido
- EAESP - Fundação Getúlio Vargas, São Paulo, Brasil
- EGADE Business School, Tecnológico de Monterrey, Monterrey, México
- EDHEC, Lille & Nice, Francia
- Emlyon Business School, Francia
- ESCP Business School School of Management (Paris, London, Madrid, Berlin, Turin)
- École supérieure de commerce de Rennes, Rennes, Francia
- ESSEC Business School, Paris-Singapur
- ESADE Business School, Barcelona, España
- Faculty of Business, City University of Hong Kong , Hong Kong
- Faculty of Business, The Hong Kong Polytechnic University , Hong Kong
- CLSBE (Católica Lisbon School of Business & Economics), Catholic University of Portugal, Lisbon, Portugal
- Facultade de Economia, New University of Lisbon, Lisbon, Portugal
- Grenoble School of Management Grenoble, Francia
- HEC París (École des Hautes Études Commerciales)
- HEC Montreal Montreal, Canadá
- Aalto University School of Business, Helsinki, Finlandia
- Hull University Business School, Hull, Reino Unido
- Hult International  Business School, Hult, Estados Unidos
- Henley Business School, Henley-on-Thames and Reading, Reino Unido
- IAE Universidad Austral, Pilar, Argentina
- ICN Business School, Nancy, Francia
- IE Business School, Madrid, España
- IESA,  Caracas, Venezuela
- IESE Barcelona, España
- IÉSEG School of Management, Lille & Paris, Francia
- IMD Lausanne, Suiza
- INSEAD Fontainebleau, Francia / Singapur
- INCAE Business School, Alajuela, Costa Rica y Managua, Nicaragua
- ITAM - Business School, Instituto Tecnológico Autónomo de México, Ciudad de México
- IPADE Business School, Universidad Panamericana, México
- KEDGE Business School, Bordeaux, Francia
- La Rochelle Business School, La Rochelle, Francia
- Lancaster University Management School, Lancaster, Reino Unido
- London Business School, London, Reino Unido
- Maastricht University, School of Business and Economics, Maastricht, Países Bajos
- Manchester Business School, University of Manchester, Mánchester, Reino Unido
- Manchester Metropolitan University Business School, Manchester Metropolitan University, Mánchester, Reino Unido
- Mannheim Business School, University of Mannheim, Mannheim, Alemania (Graduate School)
- Mannheim Business School, University of Mannheim, Mannheim, Alemania (Undergraduate School)
- MIP, Politecnico di Milano, Milano, Italia
- Monash Business School, Monash University, Melbourne, Australia
- NEOMA Business School, Reims, Rouen, Francia
- Open University Business School, Reino Unido
- Queen's School of Business, Kingston, Canadá
- Rotterdam School of Management, Erasmus-Universiteit Rotterdam, Róterdam, Países Bajos
- Telfer School of Management, University of Ottawa, Ottawa, Canadá
- Toulouse Business School, Toulouse, France /Barcelona, Spain /Casablanca, Marruecos
- Universidad de los Andes, Facultad de Administración, Bogotá, Colombia
- University College Dublin, Michael Smurfit Graduate School of Business, Dublín, Irlanda
- University of Auckland Business School, Auckland, Nueva Zelanda
- University of Strathclyde Graduate School of Business, Glasgow, Scotland, Reino Unido
- University of Sydney Business School, Sydney, Australia
- Vlerick Leuven Gent Management School, Ghent, Bélgica
- Waikato Management School, Hamilton, Nueva Zelanda
- Warwick Business School, University of Warwick, Warwick, Reino Unido